# Erica chartacea
Erica chartacea är en ljungväxtart som beskrevs av Guthrie och Bolus. Erica chartacea ingår i släktet klockljungssläktet, och familjen ljungväxter. Inga underarter finns listade i Catalogue of Life.